# فرياد راوندوزي
فرياد محمد فقي راوندوزي، مواليد (راوندز عام 1957)، عراقي، وزير الثقافة في حكومة رئيس الوزراء المنتخب الدكتور حيدر العبادي

## التحصيل العلمي
- بكالوريوس كيمياء جامعة الموصل عام 1980
- دبلوم اختصاص في الصحافة \ معهد كروس لانكويج \ كندا 1999 - 2000
- اللغات التي يجيدها: الكردية - العربية - الإنكليزية - الفارسية

## مجالات العمل والمشاركات
عمل في مجال التدريس لمدة اربع سنوات ثم عمل في مجال الصحافة لاكثر من 30 سنة الصحف الاتية: 
- أحد مؤسسي جريدة كردستاني نوا (اليومية) الكردية عام 1992 ثم تراس تحريرها من عام 1996 إلى عام 2000
- أحد مؤسسي جريدة الاتحاد اليومية عام 1993 ورئيس تحريرها
- عضو رابطة الصحفيين العالميين
- عضو نقابة صحفيي كردستان
- عضو نقابة الصحفيين العراقيين 1978 (اسقطت هذه العضوية بقرار من نقيب الصحفيين الاسبق عدي صدام حسين)
- عضو نادي القلم الاسيوي ومقره نيويورك

## المجالات السياسية
- عضو الجمعية الوطنية الانتقالية العراقية 2004-2005 دائرة اربيل
- عضو مجلس النواب العراقي الدورة الأولى 2005-2010 دائرة اربيل
- مقرر لجنة الأمن والدفاع في مجلس النواب العراقي للدورة الانتقالية والدورة الأولى
- الناطق الرسمي باسم التحالف الكردستاني للدورة النيابية الأولى
- عضو لجنة التعديلات الدستورية في الدورة النيابية الأولى
- عضو الهيئة الوطنية العليا للمصالحة الوطنية التي تشكلت في حكومة الوحدة الوطنية 2005-2010

## بعض المشاركات
شارك في أكثر من 35 فعالية خارج العراق من المؤتمرات والتجمعات السياسية والاجتماعية والنيابية والاعلامية في عدد كبير من دول العالم ومنها 
1. عراق مابعد صدام
2. المادة 140 ومشكلة المناطق المتنازع عليها
3. تجربة كردستان
4. علاقات العراق مع إيران تركيا ودول الخليج
5. العديد من المحاضرات في معهد السلام، واشنطن أمريكا
6. معهد الحوار المستدام
7. معهد بروكلينيك أمريكا

## الاستضافات
استضيف في 
- لجنتي العلاقات الخارجية والدفاع في الكونغرس الأمريكي
- قسم العلاقات الخارجية في حلف الناتو
- قسم العرقات الخارجية في الاتحاد الأوروبي \ معهد ايبالمو روما

شارك في العشرات من المؤتمرات حول المصالحة الوطنية في العديد من عواصم العالم منها بيروت وعمان والقاهرة ومدريد وواشنطن ودمشق

## النتاجات الابداعية والمهنية
1. الف كتاب العراق ودبلوماسية الافاعي في جزائين ب 800 صفحة
2. كتاب اسئلة في زمن صعب

كاتب عمود سياسي بعدة لغات وقد ترجمت مقالاته في صحيفة (اوزكر كندم) اليومية التركية

## وصلات خارجية
- وزارة الثقافة العراقية